# Eleições legislativas portuguesas de 1976 no distrito do Porto
| Eleições legislativas portuguesas de 1976 Distritos: Aveiro \| Beja \| Braga \| Bragança \| Castelo Branco \| Coimbra \| Évora \| Faro \| Guarda \| Leiria \| Lisboa \| Portalegre \| Porto \| Santarém \| Setúbal \| Viana do Castelo \| Vila Real \| Viseu \| Açores \| Madeira \| Estrangeiro |

## Resultados por Concelho
Os resultados nos concelhos do Distrito do Porto foram os seguintes:

### Amarante
| Partido                 | Partido                     | Votos  | %               |
| ----------------------- | --------------------------- | ------ | --------------- |
|                         | Partido Popular Democrático | 8 794  | 37,22 / 100,00  |
|                         | Partido Socialista          | 7 679  | 32,50 / 100,00  |
|                         | Centro Democrático e Social | 3 119  | 13,20 / 100,00  |
|                         | Partido Comunista Português | 812    | 3,44 / 100,00   |
|                         | Outros                      | 1 369  | 5,77 / 100,00   |
| Votos Inválidos         | Votos Inválidos             | 1 852  | 7,84 / 100,00   |
| Total                   | Total                       | 23 625 | 100,00 / 100,00 |
| Eleitorado/Participação | Eleitorado/Participação     | 29 042 | 81,35 / 100,00  |

### Baião
| Partido                 | Partido                     | Votos  | %               |
| ----------------------- | --------------------------- | ------ | --------------- |
|                         | Partido Socialista          | 4 391  | 39,74 / 100,00  |
|                         | Partido Popular Democrático | 3 249  | 29,41 / 100,00  |
|                         | Centro Democrático e Social | 1 305  | 11,81 / 100,00  |
|                         | Partido Comunista Português | 240    | 2,17 / 100,00   |
|                         | Frente Socialista Popular   | 150    | 1,36 / 100,00   |
|                         | Outros                      | 451    | 4,08 / 100,00   |
| Votos Inválidos         | Votos Inválidos             | 1 262  | 11,43 / 100,00  |
| Total                   | Total                       | 11 048 | 100,00 / 100,00 |
| Eleitorado/Participação | Eleitorado/Participação     | 15 576 | 70,93 / 100,00  |

### Felgueiras
| Partido                 | Partido                     | Votos  | %               |
| ----------------------- | --------------------------- | ------ | --------------- |
|                         | Partido Socialista          | 7 097  | 32,82 / 100,00  |
|                         | Partido Popular Democrático | 6 822  | 31,55 / 100,00  |
|                         | Centro Democrático e Social | 4 452  | 20,59 / 100,00  |
|                         | Partido Comunista Português | 728    | 3,37 / 100,00   |
|                         | Outros                      | 910    | 4,21 / 100,00   |
| Votos Inválidos         | Votos Inválidos             | 1 613  | 7,46 / 100,00   |
| Total                   | Total                       | 21 622 | 100,00 / 100,00 |
| Eleitorado/Participação | Eleitorado/Participação     | 24 890 | 86,87 / 100,00  |

### Gondomar
| Partido                 | Partido                     | Votos  | %               |
| ----------------------- | --------------------------- | ------ | --------------- |
|                         | Partido Socialista          | 31 225 | 45,98 / 100,00  |
|                         | Partido Popular Democrático | 15 399 | 22,67 / 100,00  |
|                         | Partido Comunista Português | 8 610  | 12,68 / 100,00  |
|                         | Centro Democrático e Social | 7 981  | 11,75 / 100,00  |
|                         | União Democrática Popular   | 867    | 1,28 / 100,00   |
|                         | Outros                      | 1 548  | 2,26 / 100,00   |
| Votos Inválidos         | Votos Inválidos             | 2 282  | 3,36 / 100,00   |
| Total                   | Total                       | 67 912 | 100,00 / 100,00 |
| Eleitorado/Participação | Eleitorado/Participação     | 76 220 | 89,10 / 100,00  |

### Lousada
| Partido                 | Partido                     | Votos  | %               |
| ----------------------- | --------------------------- | ------ | --------------- |
|                         | Partido Socialista          | 6 108  | 36,62 / 100,00  |
|                         | Partido Popular Democrático | 5 615  | 33,67 / 100,00  |
|                         | Centro Democrático e Social | 2 898  | 17,38 / 100,00  |
|                         | Partido Comunista Português | 508    | 3,05 / 100,00   |
|                         | Outros                      | 771    | 4,63 / 100,00   |
| Votos Inválidos         | Votos Inválidos             | 779    | 4,67 / 100,00   |
| Total                   | Total                       | 16 679 | 100,00 / 100,00 |
| Eleitorado/Participação | Eleitorado/Participação     | 19 106 | 87,30 / 100,00  |

### Maia
| Partido                 | Partido                     | Votos  | %               |
| ----------------------- | --------------------------- | ------ | --------------- |
|                         | Partido Socialista          | 19 337 | 46,81 / 100,00  |
|                         | Partido Popular Democrático | 9 150  | 22,15 / 100,00  |
|                         | Centro Democrático e Social | 5 874  | 14,22 / 100,00  |
|                         | Partido Comunista Português | 3 616  | 8,75 / 100,00   |
|                         | União Democrática Popular   | 598    | 1,45 / 100,00   |
|                         | Outros                      | 734    | 2,06 / 100,00   |
| Votos Inválidos         | Votos Inválidos             | 1 878  | 4,55 / 100,00   |
| Total                   | Total                       | 41 307 | 100,00 / 100,00 |
| Eleitorado/Participação | Eleitorado/Participação     | 46 556 | 88,73 / 100,00  |

### Marco de Canaveses
| Partido                 | Partido                     | Votos  | %               |
| ----------------------- | --------------------------- | ------ | --------------- |
|                         | Partido Popular Democrático | 8 540  | 40,99 / 100,00  |
|                         | Partido Socialista          | 5 882  | 28,23 / 100,00  |
|                         | Centro Democrático e Social | 3 356  | 16,11 / 100,00  |
|                         | Partido Comunista Português | 606    | 2,91 / 100,00   |
|                         | Frente Socialista Popular   | 255    | 1,22 / 100,00   |
|                         | União Democrática Popular   | 221    | 1,06 / 100,00   |
|                         | Outros                      | 725    | 3,49 / 100,00   |
| Votos Inválidos         | Votos Inválidos             | 1 249  | 5,99 / 100,00   |
| Total                   | Total                       | 20 834 | 100,00 / 100,00 |
| Eleitorado/Participação | Eleitorado/Participação     | 24 931 | 83,57 / 100,00  |

### Matosinhos
| Partido                 | Partido                     | Votos  | %               |
| ----------------------- | --------------------------- | ------ | --------------- |
|                         | Partido Socialista          | 37 483 | 49,64 / 100,00  |
|                         | Partido Popular Democrático | 16 127 | 21,36 / 100,00  |
|                         | Centro Democrático e Social | 8 846  | 11,72 / 100,00  |
|                         | Partido Comunista Português | 6 874  | 9,10 / 100,00   |
|                         | União Democrática Popular   | 1 695  | 2,24 / 100,00   |
|                         | Outros                      | 1 205  | 1,60 / 100,00   |
| Votos Inválidos         | Votos Inválidos             | 3 274  | 4,34 / 100,00   |
| Total                   | Total                       | 75 504 | 100,00 / 100,00 |
| Eleitorado/Participação | Eleitorado/Participação     | 83 969 | 89,92 / 100,00  |

### Paços de Ferreira
| Partido                 | Partido                     | Votos  | %               |
| ----------------------- | --------------------------- | ------ | --------------- |
|                         | Partido Socialista          | 5 775  | 31,98 / 100,00  |
|                         | Partido Popular Democrático | 5 500  | 30,45 / 100,00  |
|                         | Centro Democrático e Social | 4 397  | 24,35 / 100,00  |
|                         | Partido Comunista Português | 815    | 4,51 / 100,00   |
|                         | Outros                      | 638    | 3,53 / 100,00   |
| Votos Inválidos         | Votos Inválidos             | 935    | 5,18 / 100,00   |
| Total                   | Total                       | 18 060 | 100,00 / 100,00 |
| Eleitorado/Participação | Eleitorado/Participação     | 20 407 | 88,50 / 100,00  |

### Paredes
| Partido                 | Partido                     | Votos  | %               |
| ----------------------- | --------------------------- | ------ | --------------- |
|                         | Partido Popular Democrático | 9 297  | 32,11 / 100,00  |
|                         | Partido Socialista          | 8 591  | 29,67 / 100,00  |
|                         | Centro Democrático e Social | 7 479  | 25,83 / 100,00  |
|                         | Partido Comunista Português | 900    | 3,11 / 100,00   |
|                         | Outros                      | 1 119  | 3,87 / 100,00   |
| Votos Inválidos         | Votos Inválidos             | 1 568  | 5,42 / 100,00   |
| Total                   | Total                       | 28 954 | 100,00 / 100,00 |
| Eleitorado/Participação | Eleitorado/Participação     | 33 011 | 87,71 / 100,00  |

### Penafiel
| Partido                 | Partido                     | Votos  | %               |
| ----------------------- | --------------------------- | ------ | --------------- |
|                         | Partido Popular Democrático | 10 652 | 35,91 / 100,00  |
|                         | Partido Socialista          | 8 724  | 29,41 / 100,00  |
|                         | Centro Democrático e Social | 6 094  | 20,54 / 100,00  |
|                         | Partido Comunista Português | 1 002  | 3,38 / 100,00   |
|                         | Outros                      | 1 313  | 4,43 / 100,00   |
| Votos Inválidos         | Votos Inválidos             | 1 877  | 6,32 / 100,00   |
| Total                   | Total                       | 29 662 | 100,00 / 100,00 |
| Eleitorado/Participação | Eleitorado/Participação     | 33 345 | 88,95 / 100,00  |

### Porto
| Partido                 | Partido                     | Votos   | %               |
| ----------------------- | --------------------------- | ------- | --------------- |
|                         | Partido Socialista          | 81 879  | 38,77 / 100,00  |
|                         | Partido Popular Democrático | 54 892  | 25,99 / 100,00  |
|                         | Centro Democrático e Social | 34 583  | 16,38 / 100,00  |
|                         | Partido Comunista Português | 25 418  | 12,04 / 100,00  |
|                         | União Democrática Popular   | 5 239   | 2,48 / 100,00   |
|                         | Outros                      | 3 968   | 1,90 / 100,00   |
| Votos Inválidos         | Votos Inválidos             | 5 192   | 2,46 / 100,00   |
| Total                   | Total                       | 211 171 | 100,00 / 100,00 |
| Eleitorado/Participação | Eleitorado/Participação     | 239 395 | 88,21 / 100,00  |

### Póvoa de Varzim
| Partido                 | Partido                     | Votos  | %               |
| ----------------------- | --------------------------- | ------ | --------------- |
|                         | Partido Popular Democrático | 8 493  | 33,28 / 100,00  |
|                         | Partido Socialista          | 7 287  | 28,55 / 100,00  |
|                         | Centro Democrático e Social | 6 454  | 25,29 / 100,00  |
|                         | Partido Comunista Português | 1 317  | 5,16 / 100,00   |
|                         | Outros                      | 579    | 2,27 / 100,00   |
| Votos Inválidos         | Votos Inválidos             | 1 392  | 5,45 / 100,00   |
| Total                   | Total                       | 25 522 | 100,00 / 100,00 |
| Eleitorado/Participação | Eleitorado/Participação     | 29 407 | 86,79 / 100,00  |

### Santo Tirso
| Partido                 | Partido                     | Votos  | %               |
| ----------------------- | --------------------------- | ------ | --------------- |
|                         | Partido Socialista          | 20 666 | 42,71 / 100,00  |
|                         | Partido Popular Democrático | 12 596 | 26,03 / 100,00  |
|                         | Centro Democrático e Social | 8 465  | 17,49 / 100,00  |
|                         | Partido Comunista Português | 2 037  | 4,21 / 100,00   |
|                         | União Democrática Popular   | 482    | 1,00 / 100,00   |
|                         | Outros                      | 1 439  | 2,99 / 100,00   |
| Votos Inválidos         | Votos Inválidos             | 2 701  | 5,58 / 100,00   |
| Total                   | Total                       | 48 386 | 100,00 / 100,00 |
| Eleitorado/Participação | Eleitorado/Participação     | 53 295 | 90,79 / 100,00  |

### Valongo
| Partido                 | Partido                     | Votos  | %               |
| ----------------------- | --------------------------- | ------ | --------------- |
|                         | Partido Socialista          | 14 081 | 47,24 / 100,00  |
|                         | Partido Popular Democrático | 6 974  | 23,40 / 100,00  |
|                         | Centro Democrático e Social | 4 176  | 14,01 / 100,00  |
|                         | Partido Comunista Português | 2 360  | 7,92 / 100,00   |
|                         | União Democrática Popular   | 468    | 1,57 / 100,00   |
|                         | Outros                      | 657    | 1,95 / 100,00   |
| Votos Inválidos         | Votos Inválidos             | 1 093  | 3,66 / 100,00   |
| Total                   | Total                       | 29 809 | 100,00 / 100,00 |
| Eleitorado/Participação | Eleitorado/Participação     | 33 149 | 89,92 / 100,00  |

### Vila do Conde
| Partido                 | Partido                     | Votos  | %               |
| ----------------------- | --------------------------- | ------ | --------------- |
|                         | Partido Socialista          | 12 756 | 39,77 / 100,00  |
|                         | Partido Popular Democrático | 9 103  | 28,38 / 100,00  |
|                         | Centro Democrático e Social | 5 572  | 17,37 / 100,00  |
|                         | Partido Comunista Português | 2 194  | 6,84 / 100,00   |
|                         | Outros                      | 989    | 3,09 / 100,00   |
| Votos Inválidos         | Votos Inválidos             | 1 461  | 4,56 / 100,00   |
| Total                   | Total                       | 32 075 | 100,00 / 100,00 |
| Eleitorado/Participação | Eleitorado/Participação     | 35 893 | 89,36 / 100,00  |

### Vila Nova de Gaia
| Partido                 | Partido                     | Votos   | %               |
| ----------------------- | --------------------------- | ------- | --------------- |
|                         | Partido Socialista          | 58 165  | 46,35 / 100,00  |
|                         | Partido Popular Democrático | 31 978  | 25,48 / 100,00  |
|                         | Centro Democrático e Social | 14 862  | 11,84 / 100,00  |
|                         | Partido Comunista Português | 11 227  | 8,95 / 100,00   |
|                         | União Democrática Popular   | 1 756   | 1,40 / 100,00   |
|                         | Outros                      | 2 501   | 2,00 / 100,00   |
| Votos Inválidos         | Votos Inválidos             | 5 003   | 3,99 / 100,00   |
| Total                   | Total                       | 125 492 | 100,00 / 100,00 |
| Eleitorado/Participação | Eleitorado/Participação     | 140 269 | 89,47 / 100,00  |